# مهبط مروحية

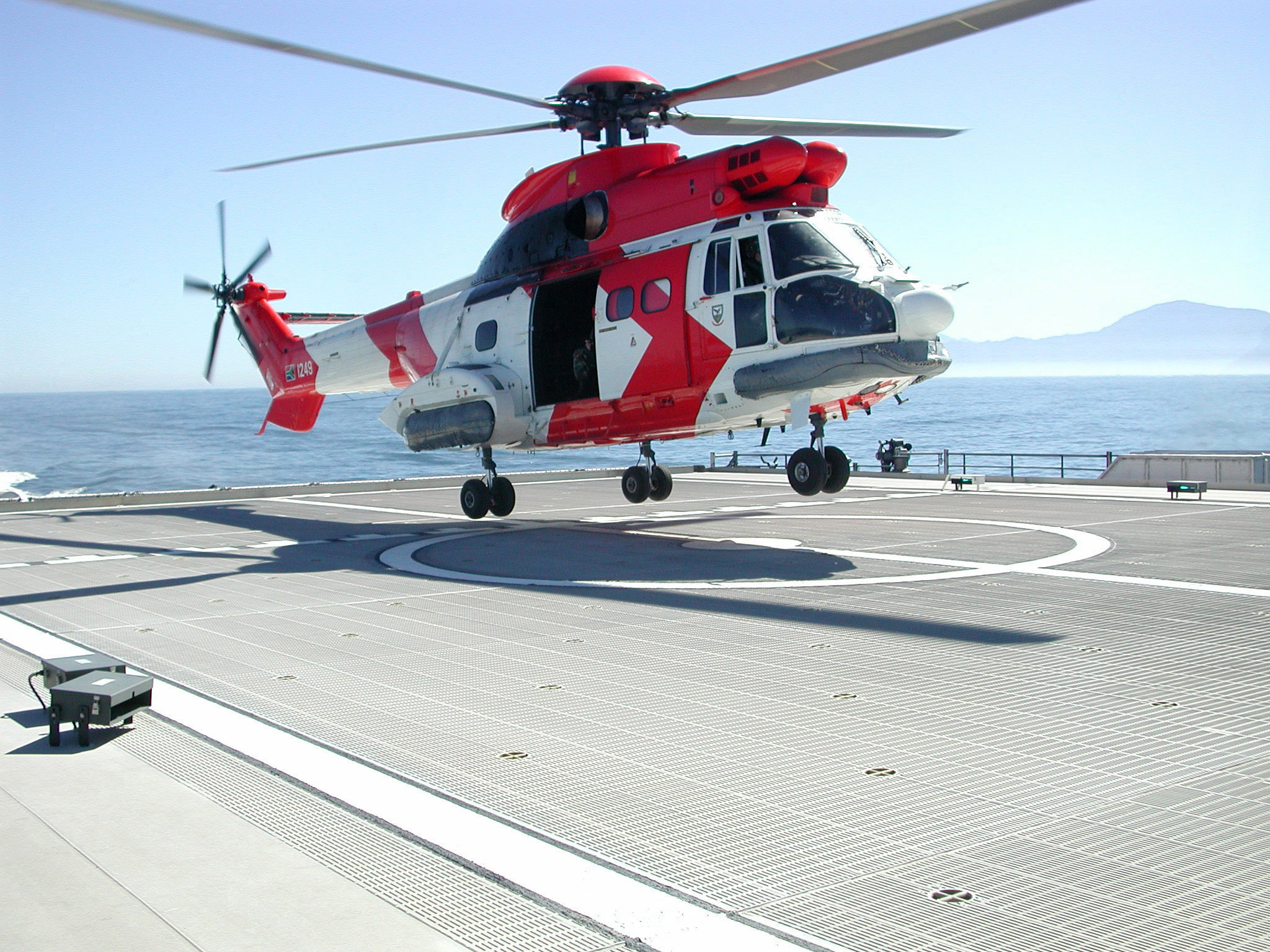
لحظة تماس مروحية بسطح مهبط علي سطح السفينة الأمريكية إتش إس في 2.

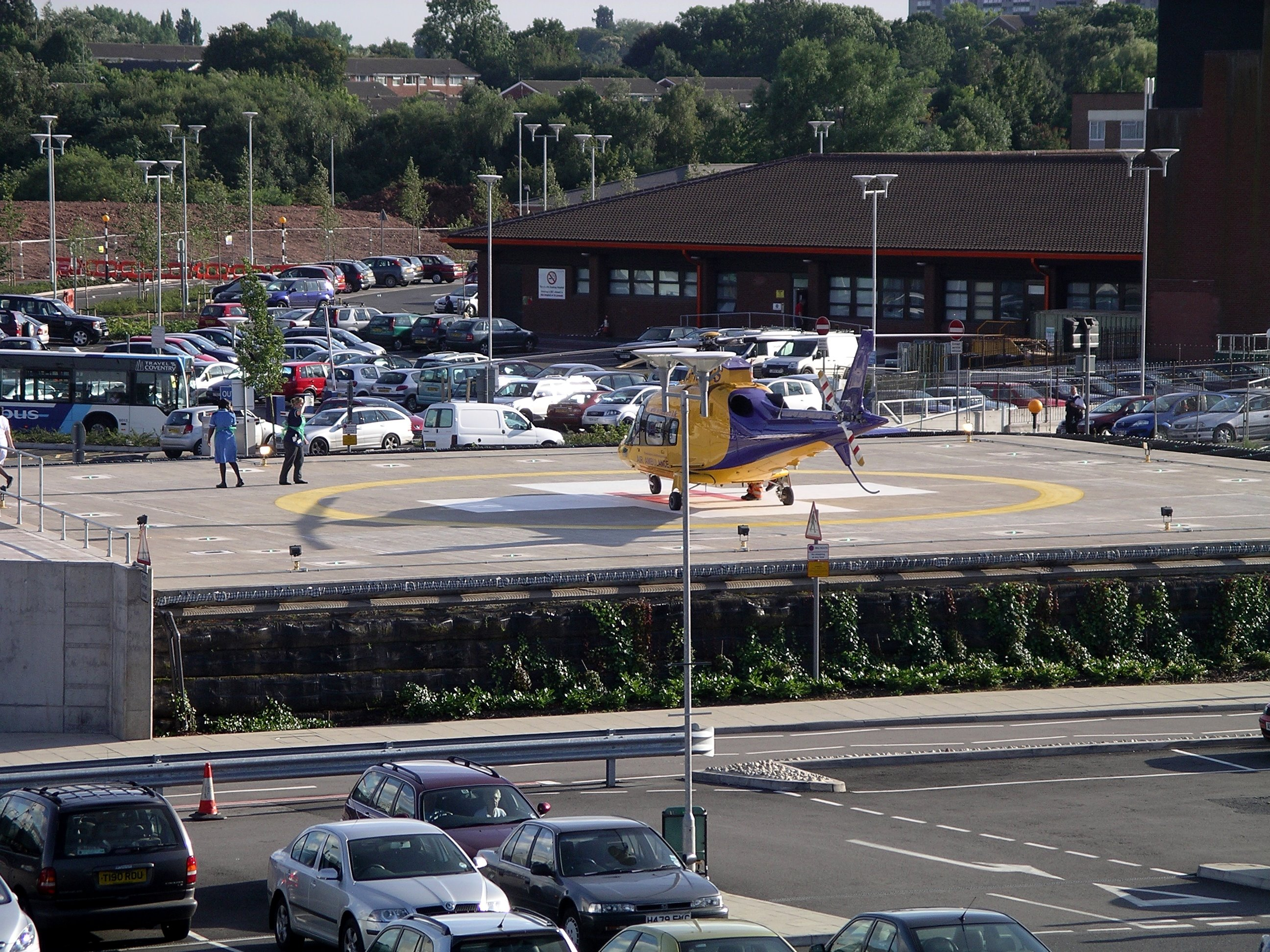
مهبط المروحيات الرئيسي بمستشفي جامعة كوفنتري.

مهبط مروحية (بالإنجليزية: Helipad)‏ هي منطقة مخصصة لهبوط المروحيات عليها. وإن كان من استطاعت المروحية الهبوط في أي مكان، إلا أن مهبط المروحية يوفر لها مكانأً صلبا مسطحا موضحا بعلامات بعيدة عن أي معيقات تعيق هبوط المروحية. مهبط المروحيات الأعلى ارتفاعاً يقع في منطقة كاراكورام، الهند وهو على ارتفاع 6,400 متر (21,000 قدم) عن مستوي سطح البحر.

## التصميم
عادة تشيد مهابط المروحيات من الخرسانة ويرسم عليها دائرة وعادة يوضع حرف "H" في منتصف الدائرة حتي يكون المهبط واضح من الهواء. أما مقاومو حرائق الغابات فيبنوا مهابط مؤقته في المناطق النائية من أغصان الأشجار حتي يوفروا للمروحية سطح صلب صالح للهبوط. في الظروف القاسية في المناطق المتجمدة تبني مهابط المروحيات من الثلج المتجمد.
في الولايات المتحدة مهابط المروحيات التي تقع فوق ناطحات السحاب أو المباني الإدارية يكتب في منتصف الدائرة رقمان أولهما يوضح الوزن الأقصي بآلاف البوندات، والثاني يوضح القطر الأقصي لدوار المروحية بوحدة القدم.

## أماكن الوجود
يمكن أن تتواجد مهابط المروحيات في مطارات المروحيات أوالمطارات المعتاده حيث يتوفر التزود بالوقود ومراقبة الملاحة الجوية وخدمات الطائرات. ولكن عادة مهابط المروحيات فقط لا تحتوي علي تلك الخدمات. عادة توجد مهابط المروحيات فوق المباني الإدارية والمستشفيات وعلى أسطح السفن الضخمة وحفارات البترول البحرية.

## معرض صور

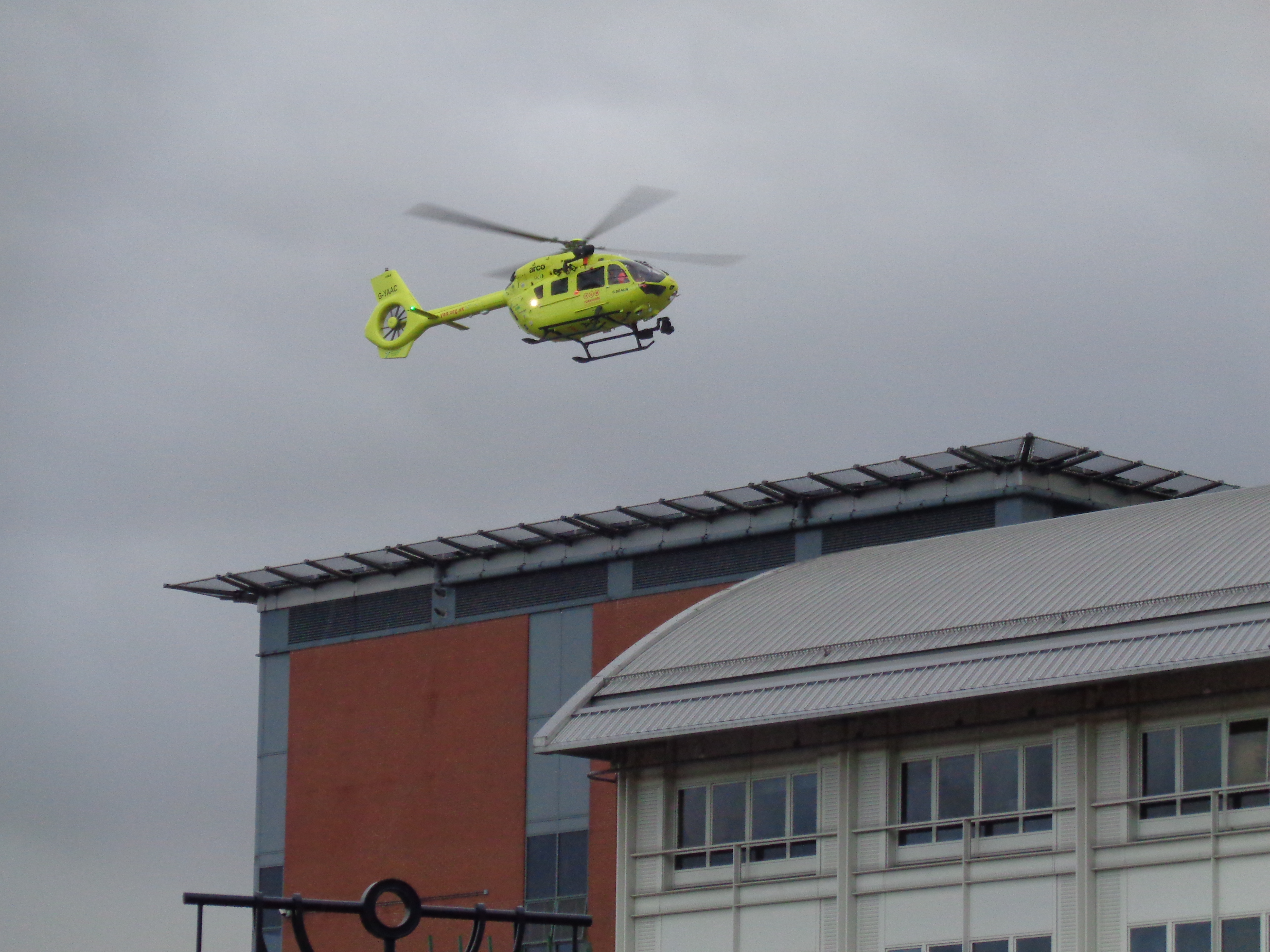
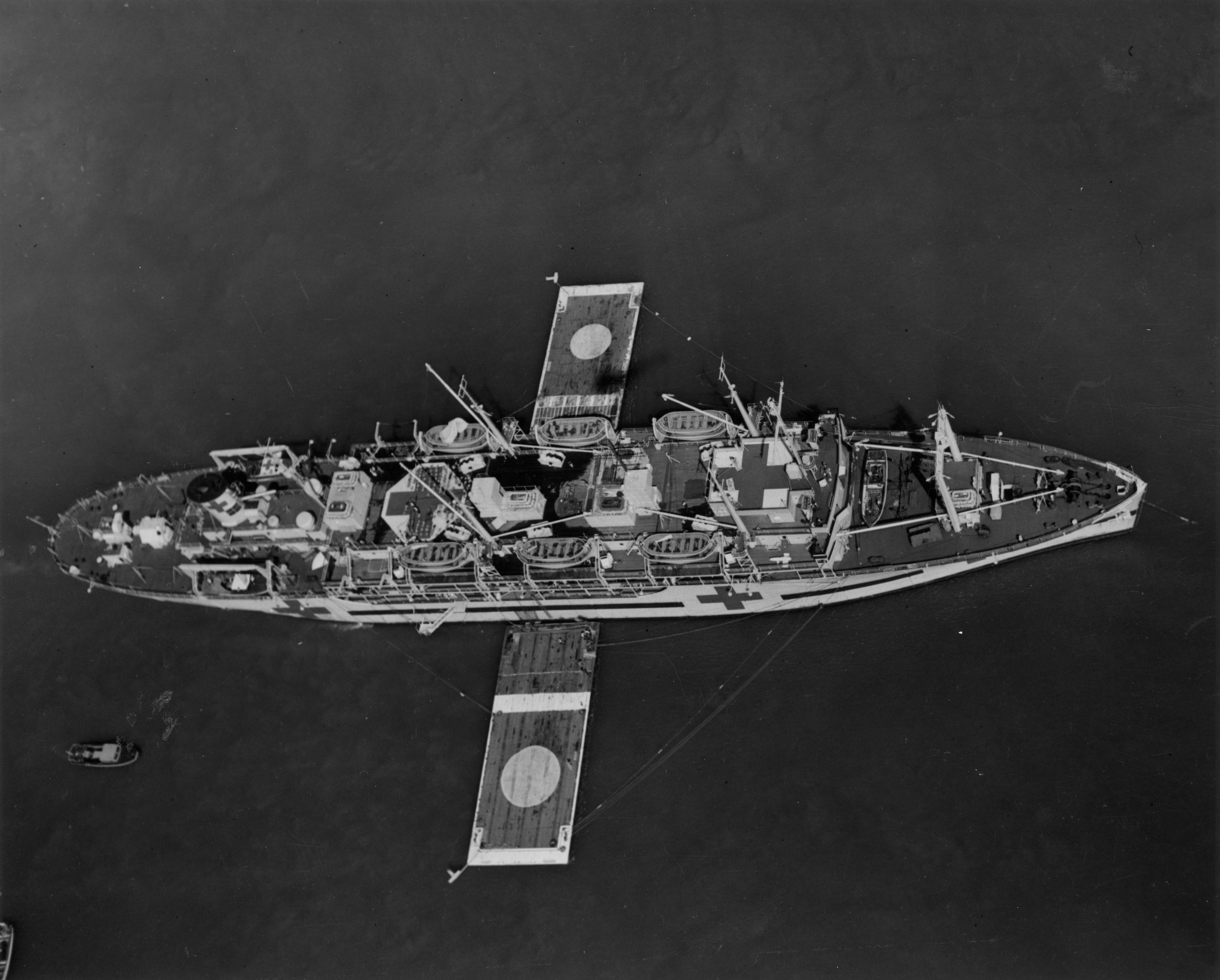
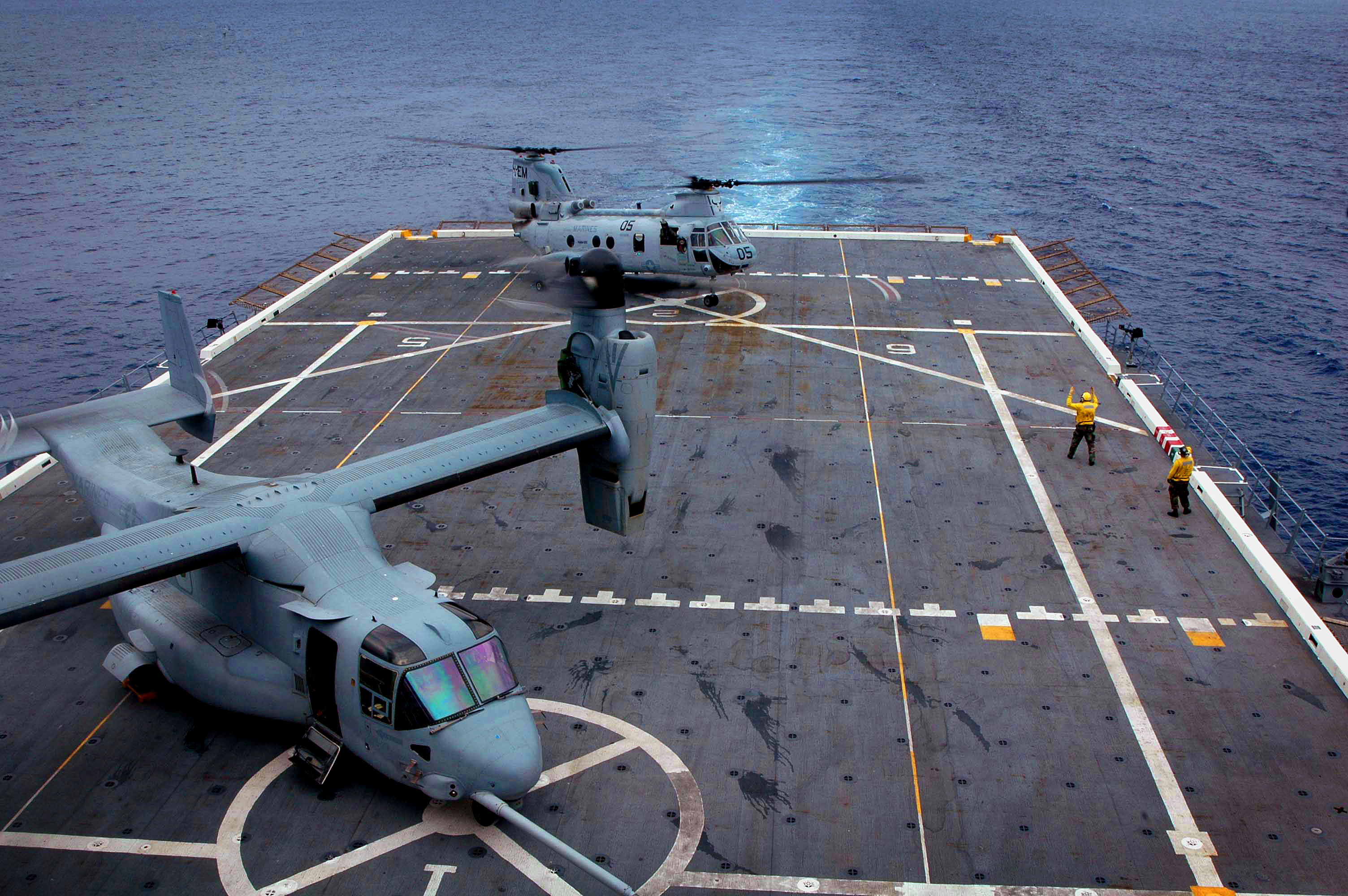
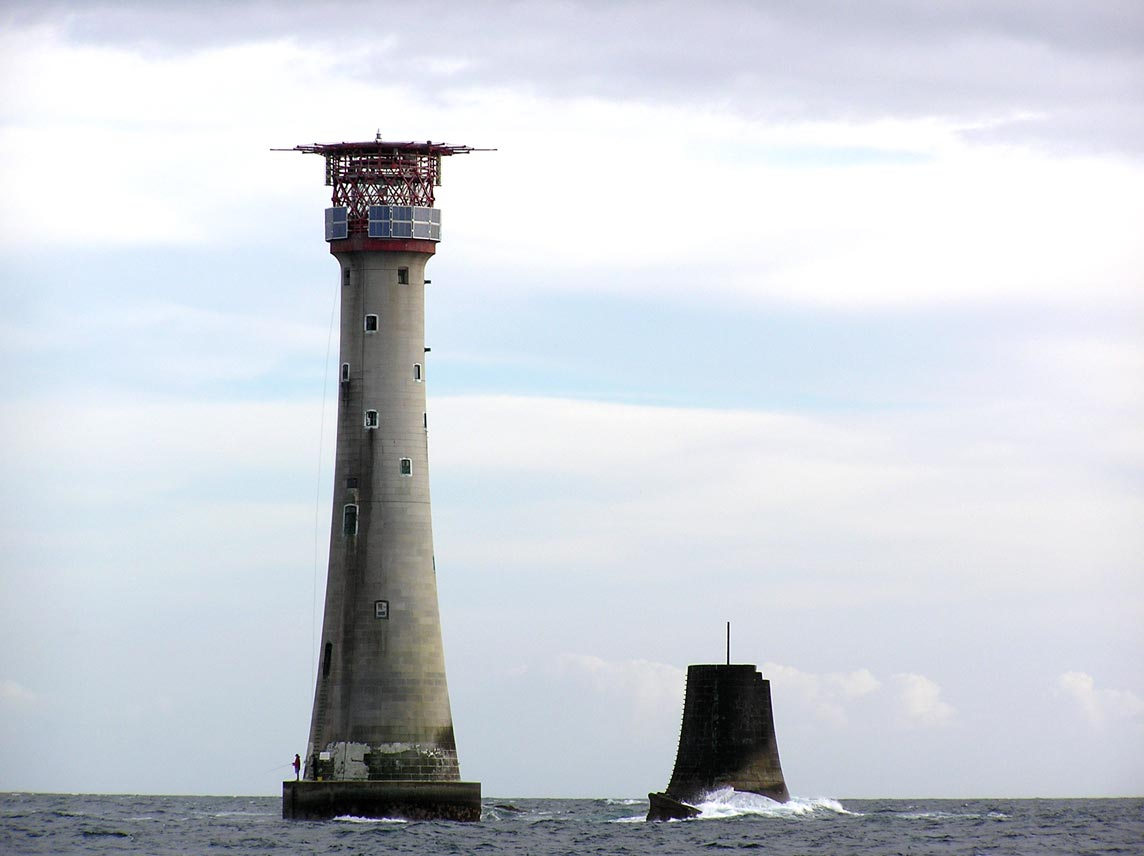
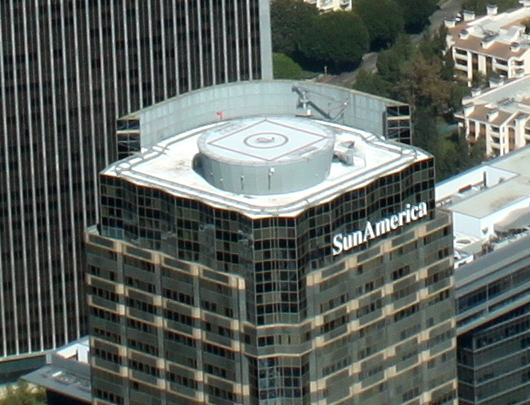
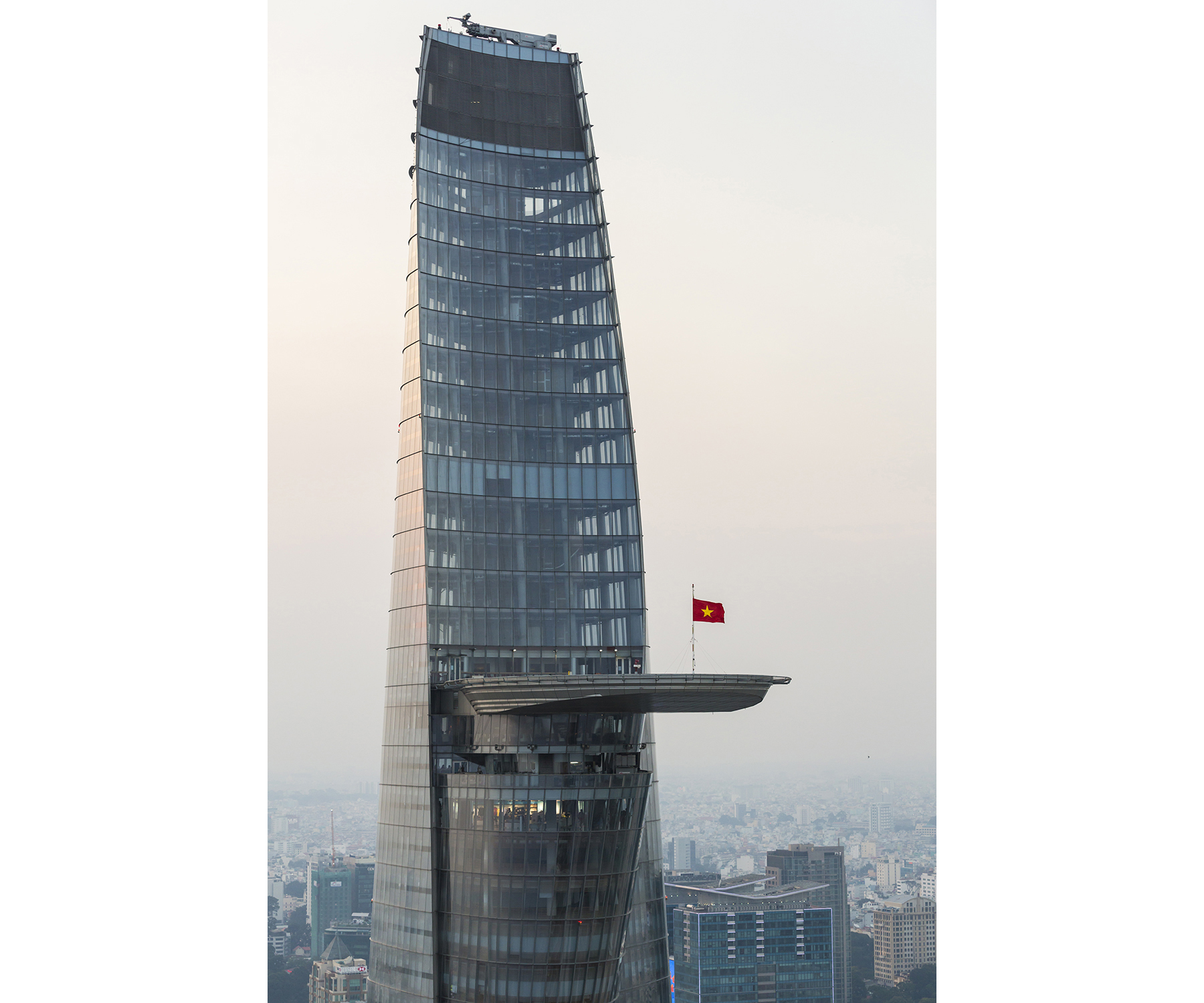